# Franz Ferdinand
Franz Ferdinand est un groupe de rock britannique, originaire de Glasgow, en Écosse. Ce patronyme leur est venu en regardant une course de chevaux dont l'un des concurrents portait le nom de l'archiduc François-Ferdinand d'Autriche (Franz Ferdinand en allemand). Ce nom les a inspirés car il impliquait une notion de changement brutal (dans un contexte politique déjà très tendu, l'assassinat de Franz Ferdinand avait précipité la Première Guerre mondiale).
Leur premier album sorti en 2004 atteint la troisième position des meilleures ventes d'albums au Royaume-Uni, et remporte un Mercury Music Prize, les propulsant sur la scène internationale, notamment grâce au single Take Me Out. En 2005, ils sortent un deuxième album, You Could Have It So Much Better, qui contient entre autres les titres The Fallen, Do You Want to et Walk Away. Leur troisième album, Tonight: Franz Ferdinand, est sorti le 26 janvier 2009. Il contient les singles Ulysses et Lucid Dreams. Il est complété par la compilation de remixes Blood, qui s'éloigne du style original du groupe pour aller chercher dans des influences plus techno, voire dance. En 2013, le groupe publie son quatrième album, Right Thoughts, Right Words, Right Action.
En mars 2015, le groupe forme un supergroupe avec Sparks sous le nom de FFS, pour un album intitulé FFS. Après le départ de Nick McCarthy, le groupe annonce, le 19 mai 2017, se composer désormais de cinq membres avec Dino Bardot à la guitare, et Julian Corrie aux claviers et à la guitare. En octobre 2021, le batteur Paul Thomson quitte le groupe, il est remplacé par Audrey Tait.

## Biographie

### Formation et débuts (2000–2002)
Robert Hardy quitte le Yorkshire et s'installe à Glasgow en 2000 afin d'étudier à la Glasgow School of Art. À l'origine il ne compte pas devenir musicien, même si le choix de l'université lui est en partie inspiré par l'aura des musiciens de la ville, particulièrement Belle and Sebastian. Alex Kapranos, ex-chanteur de The Karelia, dont il fait la connaissance au 13th Note Cafe, le persuade d'apprendre la basse et de former un groupe. Ensemble ils recrutent les autres membres de ce qui deviendra Franz Ferdinand, d'abord Nicholas McCarthy, chez qui ont lieu leurs premières répétitions. Celui-ci tient initialement le rôle de batteur, bien que les claviers soient son instrument de prédilection, jusqu'à ce qu'ils rencontrent le seul écossais du groupe, Paul Thomson, ancien batteur de Yummy Fur.
Franz Ferdinand commence à répéter dans un entrepôt désaffecté du quartier de Gorbals, situé sur la rive sud de la rivière Clyde, qu'ils surnomment ironiquement « le Château » (en français dans le texte). Après quelques réparations l’endroit devient idéal pour répéter et pour donner des concerts. Le Château est le cadre de nombreuses anecdotes, notamment quelques problèmes avec la police qui les accuse d'avoir ouvert un bar illégal, mais cet endroit n'a jamais été abandonné et est encore utilisé pour leurs répétitions. Fin 2002 le groupe se rend à Londres dans le but de trouver une maison de disques et après s'être mis en rapport avec Laurence Bell, président de Domino Recording Company, signe son premier contrat avec ce label indépendant dont le catalogue comprend également Pavement et The Pastels.

### Premiers succès (2003–2004)

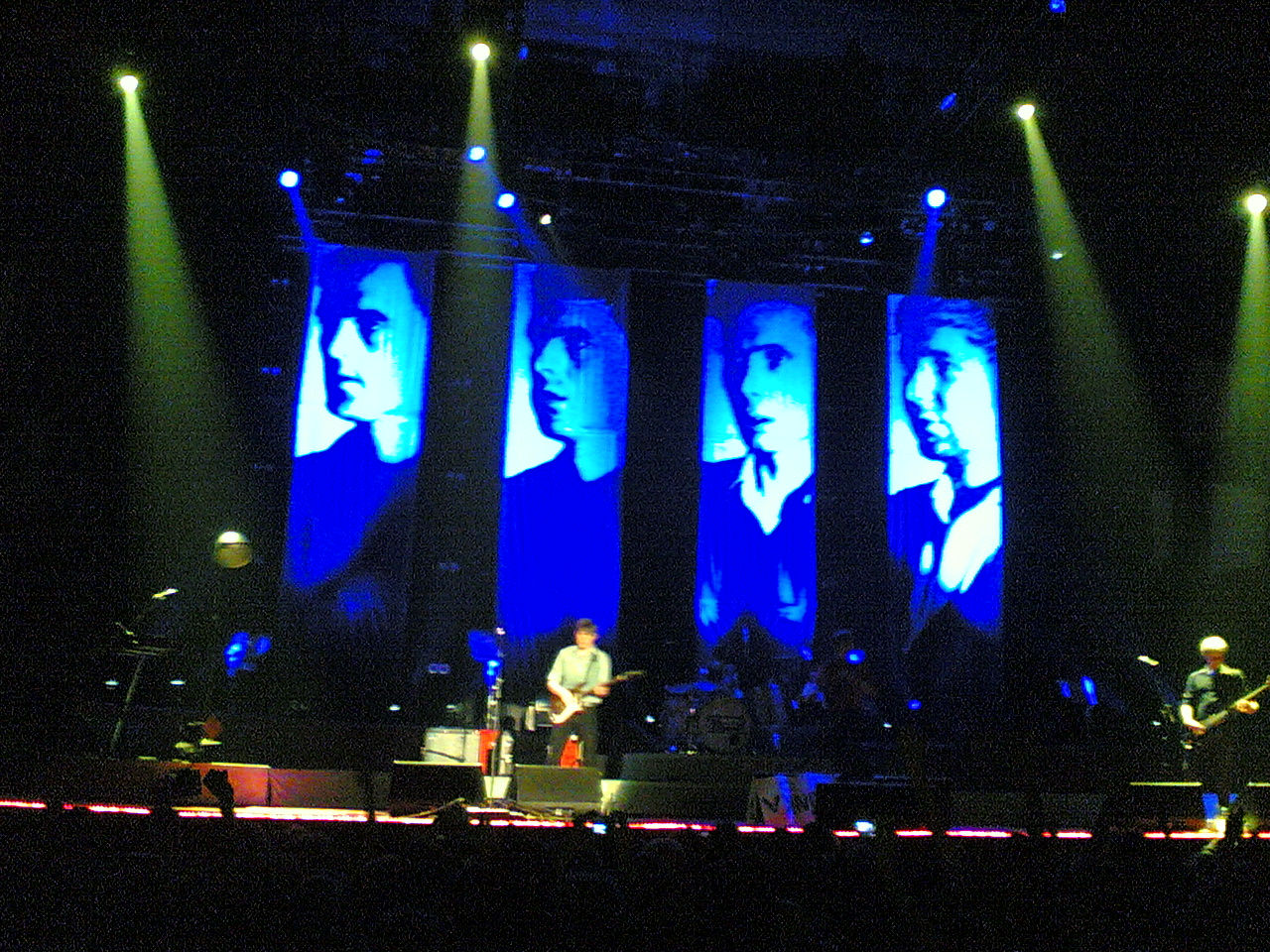
Concert de Franz Ferdinand à Vienne.

Après la sortie du EP Darts of Pleasure fin 2003, Franz Ferdinand apparaît en couverture du NME. Leur premier album Franz Ferdinand est lancé peu après, en février 2004. Sa sortie est suivie de tournées en Europe, aux États-Unis, en Océanie, et au Japon. Durant l'année ils se produisent dans de nombreux festivals dont Glastonbury et Reading, ainsi qu'aux Eurockéennes. L'album atteint la troisième place des meilleures ventes d'albums au Royaume-Uni.
Par la suite, tous les singles issus de l'album se classent dans le Top 20. En juin, le groupe interprète Take Me Out sur le plateau de Top of the Pops. Le succès est plus long à se dessiner aux États-Unis où le disque est distribué par Epic, filiale de Sony BMG, mais Franz Ferdinand fait finalement son entrée dans le classement des ventes d'albums du magazine Billboard courant 2004 et ses ventes dépassent le million d'exemplaires. L'accueil de la presse est généralement positif et le groupe obtient un Mercury Prize en septembre 2004. Le single This Fire, qui sort en version revisitée en novembre 2004 (sous le nom de This fffire), sera notamment utilisée comme générique de l'animé Cyberpunk: Edgerunners sorti en 2022.

### You Could Have It So Much Better(2005–2006)

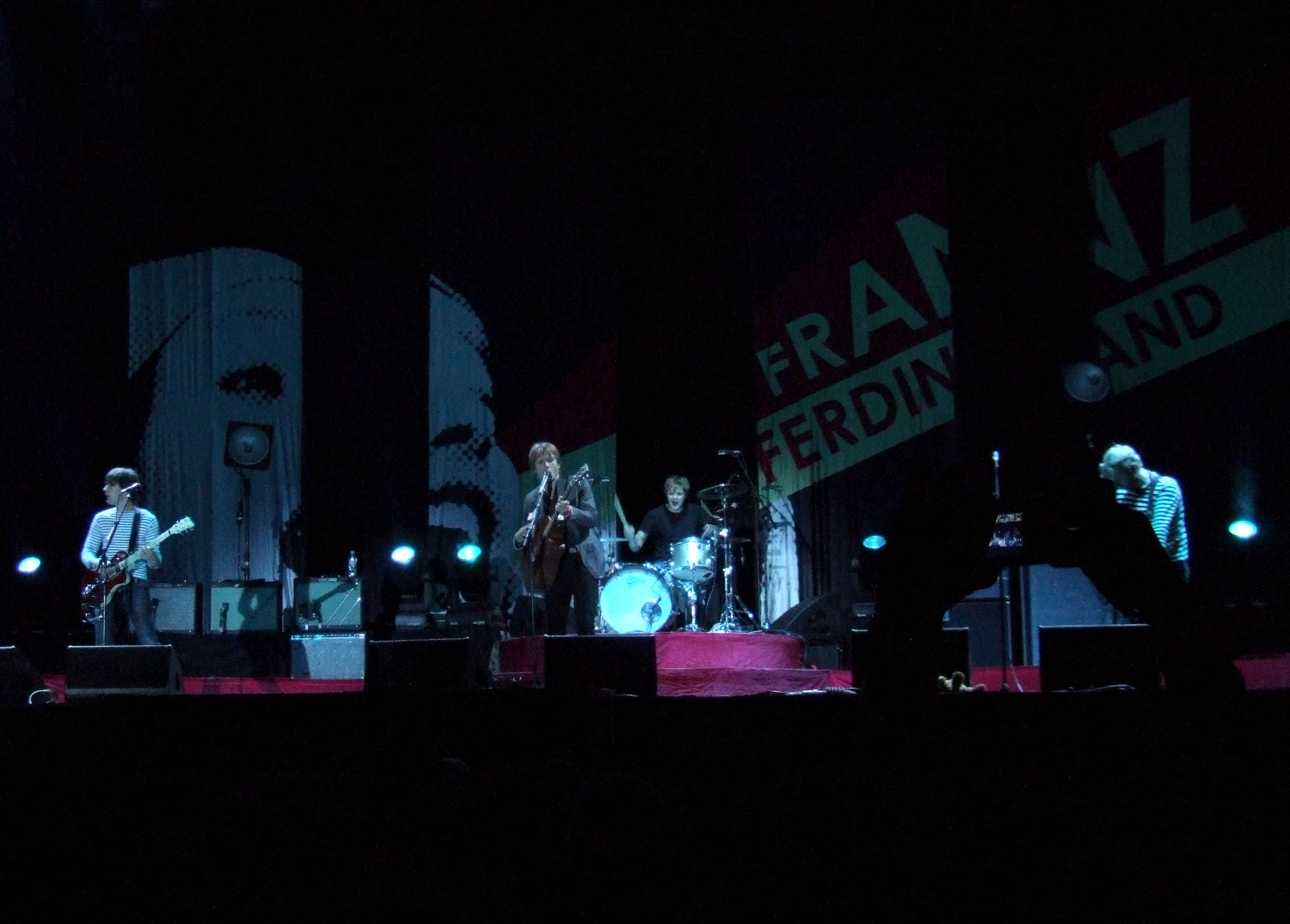
Franz Ferdinand lors d'un concert à Prague en août 2006.

Au début de l'année 2005 Franz Ferdinand rencontre le producteur de hip-hop Kanye West lors des MTV Europe Music Awards, celui-ci déclare que Franz Ferdinand fait partie des groupes qu'il juge intéressants, en particulier pour leur son de batterie, qu'il décrit par le terme « white crunk ». De son côté le groupe reconnaît l'influence du travail de production de Kanye West. Franz Ferdinand apparaît de nouveau en couverture du magazine NME et participe à la rédaction du numéro en question.
Durant l'été 2005, ils se produisent au Paléo Festival de Nyon, en Suisse, et au Festival des Vieilles Charrues avant de repartir en tournée mondiale. Les morceaux du second album sont joués en public durant les concerts précédant sa sortie, mais l'album est finalement sorti en octobre 2005, soit un peu plus d'un an après son prédécesseur. You Could Have It So Much Better entre directement à la première place du classement des meilleures ventes d'albums sur le marché britannique, et figure dans le Top 10 aux États-Unis.
Le single Do You Want to, utilisé en tant que générique de fin dans l'adaptation en anime du manga Paradise Kiss, est interprété par le groupe lors de son passage dans les émissions Top of the Pops et Saturday Night Live. Ce qui n'empêche pas Alex Kapranos d'avoir trouvé le temps de tenir une rubrique culinaire dans The Guardian, un célèbre quotidien anglais. Il a cependant aujourd'hui arrêté cette critique, déclarant que cela ne l'amusait plus, connaissant à présent les ficelles du métier.

### Tonight: Franz Ferdinand(2007–2010)
Après une pause significative dans l'enregistrement de nouvelles chansons, le groupe sort finalement son troisième album, intitulé Tonight: Franz Ferdinand. Il est enregistré avec le producteur Dan Carey. Alex Kapranos explique que le groupe a profité de cette pause importante pour essayer de nouveaux sons, de nouveaux modes d'enregistrement et déclare à ce sujet : « Nous avons fait de nombreuses expérimentations en studio avec Dan. Il nous a fait enregistrer l'album d'une manière bien plus sauvage que ce dont nous avions l'habitude. »
Après un pré-single mis en ligne sur leur site Internet à la fin 2008 intitulé Lucid Dreams, le troisième album sort finalement le 26 janvier 2009 en France. Le groupe avait mis en ligne sur leur Myspace la totalité de l'album une semaine avant sa sortie et le premier single Ulysses était déjà disponible également. Ce nouvel album marque une évolution dans le son pop-rock de Franz Ferdinand, le quatuor ayant cette fois pris son temps afin de diversifier les sons et les influences. Il comprend notamment des sonorités plus tropicales, des rythmes de batterie plus atypiques, l'usage anecdotique d'ossements humains sur le deuxième single No You Girls, mais surtout un son plus électronique, avec l'utilisation de synthétiseurs analogiques plus marqués. Ce son plus électronique se remarque sur la version longue du pré-single Lucid Dreams présente sur l'album, et sur le CD Blood, composé de reprises des chansons de l'album par le producteur Dan Carey, en version dub, électro voire techno.
L'album en lui-même n'est pas un album-concept mais présente néanmoins un thème central, celui de la nuit, avec une progression indéniable tout au long de l'album, de la sortie de chez soi (Ulysses) au lendemain de fête (Katherine Kiss Me) en passant par le paroxysme dance que procure la nouvelle version de Lucid Dreams.

### Right Thoughts, Right Words, Right Action(2011–2014)

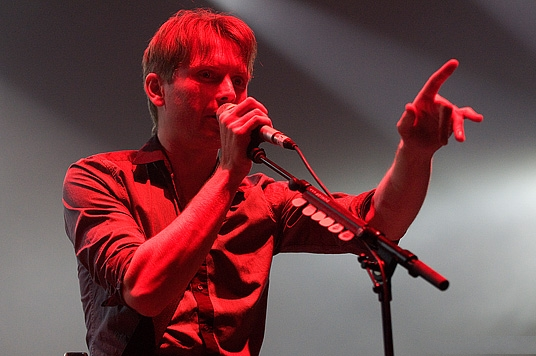
Franz Ferdinand en concert.

Après la longue tournée mondiale ayant suivi la sortie de Tonight, le groupe est proche de se séparer pour cause de surmenage et de lassitude. Un nouvel album est néanmoins enregistré progressivement par petites sessions dans différents lieux et de nouvelles chansons sont introduites dans les concerts donnés par le groupe en 2012.
Le quatrième album du groupe, Right Thoughts, Right Words, Right Action, sort le 26 août 2013 et marque un retour au son rock des deux premiers albums. L'album est un joli succès critique (saluant ce retour aux sources musical) et commercial, soutenu par les titres Love Illumination et Evil Eye. En 2014, le groupe part défendre l'album sur 90 dates, dont une dizaine en France.

### FFS(2015-2016)
En mars 2015, le groupe forme un supergroupe avec Sparks sous le nom de FFS. L'album de cette nouvelle formation, produit par John Congleton, et sobrement nommé FFS, est lancé le 31 mai 2015 sous le label Domino sur une plateforme de streaming. Cette même année, une dizaine de concerts est organisée en Amérique du Nord et en Europe.
En juillet 2016, le groupe annonce le départ de Nick McCarthy, souhaitant se consacrer à sa famille. Le groupe n'écarte pas la possibilité qu'il puisse les rejoindre un peu plus tard,. Le 15 octobre 2016, le groupe dévoile le titre Demagogue dans le cadre du projet musical 30 Days, 30 Songs, s'inscrivant dans une démarche anti-Trump, alors en pleine campagne de l'élection présidentielle américaine de 2016,.

### Always Ascending(2017-2020)
Le 19 mai 2017, deux jours avant leur tournée nord-américaine, Franz Ferdinand annonce une formation de cinq membres comprenant Dino Bardot à la guitare et Julian Corrie aux claviers et à la guitare. Jusqu'en septembre 2017, le groupe enchaîne les petites salles américaines et les festivals européens où ils présentent 4 nouveaux morceaux à tendance électro: Huck & Jim, Paper Cages, Lazy Boy et Always Ascending.
Le 25 octobre 2017, le groupe annonce la sortie de l'album Always Ascending et dévoile officiellement la chanson-titre. Le soir même, ils fêtent l'événement lors d'un concert privé au Point Ephémère à Paris. L'album sort le 9 février 2018 et le groupe enchaîne une longue tournée mondiale.
Le 21 février 2019, l'Automobile Club de l'Ouest qui organise les 24 heures du Mans annonce sur son site que le groupe donnera un concert le 15 juin 2019 à l'occasion de la 87e édition.

### Hits to the Head(2021-2022)
En octobre 2021, Paul Thomson quitte le groupe, souhaitant se consacrer au groupe monté avec sa femme (Polyester Mais), ainsi qu'à son label de vinyles. Le batteur est remplacé par l'ancienne batteuse de Hector Bizerk, Audrey Tait.
Les nouveaux Franz Ferdinand (Alex, Bob, Julian , Dino et Audrey) annoncent la sortie de leur premier best of Hits to the Head le 11 mars 2022. C'est une collection de 20 titres qui illustre la carrière et le succès mondial du groupe, inclus deux titres inédits “Billy Goodbye” et “Curious”, produits par Alex Kapranos, Julian Corrie et Stuart Price (Dua Lipa, Madonna, Pet Shop Boys)[pas clair].

## Influences
Comme Bloc Party et d'autres jeunes groupes des années 2000, Franz Ferdinand tire ses racines de la musique des Talking Heads, Gang of Four, Duran Duran ou encore Wire. Il semble également que le groupe ait su tirer les leçons des plus anciens : en prenant le meilleur sans tomber dans la caricature et en créant presque un genre nouveau. Le jeu scénique des Who (voir sur scène les sauts d'Alex Kapranos), allié au talent d'écriture, à la décontraction et à la classe des Beatles (comme le montrent des chansons comme Eleanor put your boots on ou Jacqueline), avec une rythmique puissante à la Kinks (à l'image des puissantes The Dark of the Matinée, This Fire) pourraient caractériser quelques attitudes et sonorités du groupe. Pour autant le groupe a véritablement trouvé un style frais et dynamique qui lui est propre. Franz Ferdinand a aussi été influencé par Blondie, Josef K, The Fall et Kraftwerk[réf. nécessaire].
Les membres de Franz Ferdinand se montrent aussi très curieux des cultures étrangères (notamment russe et française dont les leaders Kapranos et McCarty parlent aisément la langue), et sont marqués par une sensibilité artistique très forte. Ainsi, tous les disques de Franz Ferdinand sont illustrés par des pochettes aux motifs géométriques inspirés du Bauhaus et du constructivisme. Le même style a été transposé par le réalisateur Jonas Odell dans la vidéo du single Take Me Out, qui a remporté un MTV Breakthrough Video Award.

## Membres

### Membres actuels
- Alex Kapranos (Huntley) - chant, guitare (depuis 2002)
- Robert « Bob » Hardy - basse (depuis 2002)
- Dino Bardot – guitare (depuis 2017)
- Julian Corrie – claviers, synthétiseur, guitare (depuis 2017)
- Audrey Tait – batterie (depuis 2021)

### Anciens membres
- Nick McCarthy - guitare, claviers (2002–2016)
- Paul Thomson - Batterie (2002-2021)

## Discographie

### Albums studio
- 2004 : Franz Ferdinand (Domino Recording Company Ltd)
- 2005 : You Could Have It So Much Better (Domino Recording Company Ltd)
- 2009 : Tonight: Franz Ferdinand (Domino Recording Company Ltd)
- 2013 : Right Thoughts, Right Words, Right Action (Domino Recording Company Ltd)
- 2015 : FFS, avec les Sparks (Domino Recording Company Ltd)
- 2018 : Always Ascending (Domino Recording Company Ltd)
- 2025 : The Human Fear (Domino Recording Company Ltd)

### Compilations
- 2022 : Hits to the Head (Domino Recording Company Ltd)

### Singles
- 2003 : Darts of Pleasure (#44 Royaume-Uni)
- 2004 : Take Me Out (#3 Royaume-Uni)
- 2004 : The Dark of the Matinée (#8 Royaume-Uni)
- 2004 : Michael (#17 Royaume-Uni)
- 2004 : This Fire
- 2005 : Do You Want To (#4 Royaume-Uni)
- 2005 : Walk Away (#13 Royaume-Uni)
- 2006 : The Fallen (#14 Royaume-Uni)
- 2006 : Eleanor Put Your Boots On (#30 Royaume-Uni)
- 2008 : Lucid Dreams,
- 2008 : Ulysses
- 2009 : No You Girls
- 2009 : Can't Stop Feeling
- 2013 : Love Illumination
- 2013 : Evil Eye
- 2016 : Demagogue
- 2017 : Always Ascending
- 2018 : Feel the Love Go
- 2018 : Lazy Boy
- 2021 : Billy Goodbye
- 2022 : Curious

### Participations
- Participation à l'album de reprises Monsieur Gainsbourg Revisited (2006) avec la chanson Song For Sorry Angel
- Participation à l'album Colours are Brighter: Songs for Children and Grown Ups Too (Save the Children Charity Album) avec Jackie Jackson en 2006
- Participation à l'album They'll Have To Catch Us First (2006) avec la chanson L. Wells
- Participation à l'album de reprises de War Child: Heroes (2009) avec la chanson Call Me de Blondie
- Participation à la campagne Dior avec la chanson The Eyes of Mars en featuring avec Marion Cotillard alors égérie de Dior
- Participation à la compilation Almost Alice pour le film de Tim Burton, Alice au pays des merveilles (2010) avec le titre The Lobster Quadrille.
- Participation au projet musical "30 days, 50 songs" anti-Trump avec leur titre Demagogue

### Utilisations
Plusieurs titres ont été utilisées comme bande son pour des jeux vidéo : This Fire dans Burnout 3, Michael dans Gran turismo 4, Ulysses pour Colin McRae: Dirt 2, Take Me Out dans NHL 2005 et Guitar Hero, Tell Her Tonight dans FIFA Football 2005, Michael et Take Me Out dans WRC sur PSP. De plus le titre Do You Want To fait partie de la bande-son de l'anime Paradise kiss et récemment c'est le titre This Fire qui a servi de générique à l'Anime Cyberpunk: Edgerunners

## Récompenses
- Mercury Music Prize (2004)
- MTV Breakthrough Video Award (Take Me Out) (2004)
- NME Awards (2005):
  - Meilleur album (Franz Ferdinand)
  - Meilleure chanson (Take Me Out)
- Brit Awards (2005):
  - Groupe de rock britannique
  - Meilleur groupe